# Raphiglossa flavoornata
Raphiglossa flavoornata är en stekelart som beskrevs av Cameron 1905. Raphiglossa flavoornata ingår i släktet Raphiglossa och familjen Eumenidae. Inga underarter finns listade i Catalogue of Life.